# Ceratinella acerea
Ceratinella acerea là một loài nhện trong họ Linyphiidae.
Loài này thuộc chi Ceratinella. Ceratinella acerea được Ralph Vary Chamberlin & Wilton Ivie miêu tả năm 1933.